# Атлантически петнист делфин
Атлантическият петнист делфин (Stenella frontalis) е делфин разпространен в умерените и тропични води на Атлантическия океан. Отличава се от останалите делфини главно по характерната петниста окраска на възрастните индивиди.

## Физическа характеристика
Атлантическите петнисти делфини достигат до 2,5 – 3,2 m. дължина на тялото и тежат до 280 кг, като женските са малко по-дребни от мъжките. Окраската им силно варира според възрастта. Малките се раждат без петна, с еднотипна сива окраска по-тъмно сива на гръба изсветлявайки отстрани до бяло на корема. С наближаването на зрелостта се появяват първите тъмни петна на корема и светли петна на гърба, като с напредването на възрастта гърбът потъмнява, а петната се умножават и разпростират и вече на преклонна възраст животните изглеждат почти черни с бели петна. Може да плува със скорост 60 km/h.

## Разпространение и популация
Атлантическите петнисти делфини се срещат предимно около западното течение на Гълфстрийм, между Флорида и Бахамите. Разпространението им в други части на Атлантика е слабо проучено, но на запад се срещат в Карибско море и Мексиканския залив, на изток до Испанското крайбрежие на Средиземно море, на север до Кейп Код (САЩ) и на юг до Рио Гранде до Сул (Бразилия).
Преди двайсетина години край Бахамите са наблюдавани едва около 80 такива делфини, но днес тамошната популация се изчислява на около 200 екземпляра, които до голяма степен са привикнали с човешкото присъствие и са се превърнали в туристическа атракция. Другите популации са недодостатъчно проучени , като прибавим факта, че видът често се бърка с по-дребния Пантропически петнист делфин (Stenella attenuata). Смята се че общата численост на вида е около 100 000 екземпляра.